# フェニルアラニンラセマーゼ (ATP加水分解)
フェニルアラニンラセマーゼ (phenylalanine racemase) 、フェニルアラニンラセマーゼ（ATP加水分解）、グラミシジンSシンターゼI (gramicidin S synthetase I) は、アミノ酸と誘導体に作用する酵素である。フェニルアラニンのL, Dの双方の立体異性体に作用し、L-フェニルアラニルアデニル酸とD-フェニルアラニルアデニル酸を生成する。結合した化合物は酵素のチオールに転移、続けて立体配置が変換される。2種の異性体のうちD体の方が7:3の比率で有利である。フェニルアラニンのラセミ化はアデノシン三リン酸からアデニル酸と二リン酸への非常に有利な加水分解により熱力学的に進行する。二リン酸は無機リン酸へ速やかに加水分解されるためルシャトリエの原理により反応が進められる。フェニルアラニン代謝経路の酵素の一つであり、補因子としてピリドキサールリン酸を必要とする。

## 酵素反応
| L-フェニルアラニン | フェニルアラニンラセマーゼ | フェニルアラニンラセマーゼ | D-フェニルアラニン |
|                    |                            |                            |                    |
| ATP                | AMP+PP                     |                            |                    |
|                    |                            |                            |                    |
|                    |                            |                            |                    |
|                    |                            |                            |                    |
|                    |                            |                            |                    |